# 45th (Nottinghamshire) Regiment of Foot

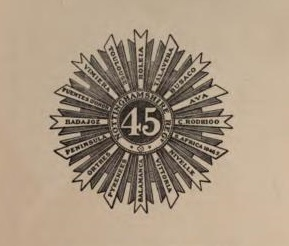
Mützenabzeichen des 45th Regiment of Foot

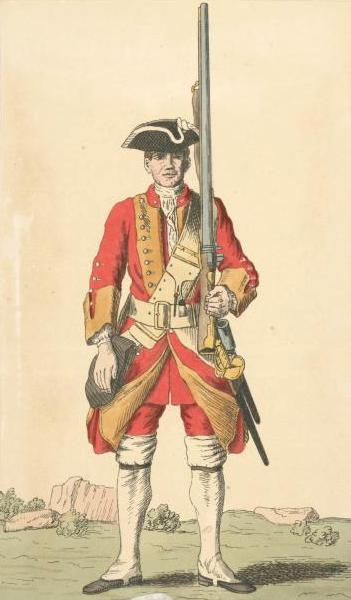
Soldat des 45th Regiment of Foot, 1742

Die 45th (Nottinghamshire) (Sherwood Foresters) Regiment of Foot waren ein Infanterieregiment der britischen Armee, das von 1741 bis 1881 bestand.

## Geschichte
Während des Österreichischen Erbfolgekriegs wurde das Regiment am 11. Januar 1741 gegründet. Das Regiment wurde zunächst nach seinem Gründer und ersten Colonel, Daniel Houghton, Houghton’s Regiment of Foot und unter dessen Nachfolger ab 1745 Hugh Warburton Warburton’s Regiment of Foot genannt. Als am 1. Juli 1751 die Regimenter der Britischen Armee einheitlich nach seinem protokollarischen Rang nummeriert wurde, erhielt das Regiment den Namen 45th Regiment of Foot. Am 31. August 1782 wurde der Regimentsname zu 45th (Nottinghamshire) Regiment of Foot und am 28. Dezember 1866 zu 45th (Nottinghamshire) (Sherwood Foresters) Regiment of Foot erweitert. Das Regiment trug scharlachrote Uniformen mit dunkelgrünen Aufschlägen.
Am 1. Juli 1881 wurde das Regiment im Rahmen der Childers-Reform mit dem 95th (Derbyshire) Regiment of Foot zu den Sherwood Foresters (Derbyshire Regiment) verschmolzen. Diese wurden 1970 mit dem Worcestershire Regiment zum Worcestershire and Sherwood Foresters Regiment (29th/45th Foot) und dieses 2007 mit dem Cheshire Regiment und dem Staffordshire Regiment zum Mercian Regiment verschmolzen. Das Mercian Regiment führt die Tradition des 45th Regiment of Foot bis heute weiter.

## Regimental Colonels
Colonel of the Regiment waren:
- 1741–1745: Brigadier-General Daniel Houghton
- 1745–1761: General Hugh Warburton
- 1761: Major-General Andrew Robinson
- 1761–1767: Major-General Hon. John Boscawen
- 1767–1784: General William Haviland
- 1784–1787: Major-General Sir John Wrottesley, 8. Baronet
- 1787–1788: Lieutenant-General James Cuninghame
- 1788–1802: General James Whorwood Adeane
- 1802–1823: General Frederick Cavendish Lister
- 1823–1837: General Richard Lambart, 7. Earl of Cavan
- 1837–1840: Lieutenant-General Sir William Henry Pringle
- 1840–1847: General Sir Fitzroy Maclean, 8. Baronet
- 1847–1856: General Sir Colin Halkett
- 1856–1858: General Thomas Brabazon Aylmer
- 1858–1866: Field Marshal Sir Hugh Rose, 1. Baron Strathnairn
- 1866–1868: General Thomas Armstrong Drought
- 1868–1876: General Frederick Horn
- 1876–1878: Lieutenant-General Henry Cooper
- 1878–1881: General Sir Daniel Lysons

## Battle Honours
Dem Regiment wurden folgende Battle Honours verliehen (englische Originalbezeichnungen):
- Rolica
- Vimiera
- Talavera
- Busaco
- Fuentes d’Onor
- Ciudad Rodrigo
- Badajoz
- Salamanca
- Vittoria
- Pyrenees
- Nivelle
- Orthes
- Toulouse
- Peninsula
- Ava
- Abyssinia